# دون فيرغسون (مجدف)
دون فيرغسون (بالإنجليزية: Don Ferguson)‏ هو مجدف أسترالي، (و. 1912 – 1970 م).

## وصلات خارجية
- دون فيرغسون على موقع الاتحاد الدولي للتجديف (الإنجليزية)
- دون فيرغسون على موقع أوليمبيديا (الإنجليزية)